# McLeans Island
McLeans Island  est une zone rurale située au nord et nord-ouest de la cité de Christchurch, et au sud du fleuve Waimakariri.

## Histoire
Le secteur était en fait une île sur le trajet du fleuve Waimakariri jusqu’en 1930, quand les mesures mises en place dans le cadre de la Gestion des inondations et les travaux entrepris lors de la survenue de la Grande Dépression bloquèrent la branche sud du cours d’eau, qui séparait précédemment cette branche et l’île de la berge sud.

## Toponymie
Il fut dénommé pour la famille écossaise McLean, qui avait établit la station d’élevage de Waimakariri sur la berge sud dans les années 1850.
Allan (en) et John McLean (en) possédaient des terres après le retour de leur frère Robertson retourné en Écosse.

## Situation
Une partie de cette zone est incluse dans le parc régional de la rivière Waimakariri (en), qui contient la McLeans Forest, où  se trouvent des chemins de marche,de course et cyclisme.
Il y a aussi en ce lieu, le Orana Wildlife Park (en), qui est un zoo.

## Démographie
La zone statistique de McLeans Island couvre 74,92 km2.
Le secteur avait une population estimée de  200 habitants en 2023 avec une densité de population de  2,7 personnes par km2
McLeans Island avait une population de 198 habitants lors du recensement néo-zélandais de 2018, en diminution de 36 personnes (−15,4 %) depuis le recensement néo-zélandais de 2013, mais en augmentation de 60 personnes (43,5 %) depuis le recensement de 2006 en Nouvelle-Zélande.
Il y avait 63 logements, comprenant 108 hommes et 93 femmes, donnant un sexe-ratio de 1,16 homme pour une femme.
L’âge médian était de 46,7 ans (comparé avec les 37,4 ans au niveau national), avec 27 personnes (13,6 %) âgées de moins de 15 ans, 39 personnes (19,7 %) âgées de 15 à 29 ans, 93 personnes (47,0 %) âgées de 30 à 64 ans, et 42 personnes (21,2 %)âgées de 65 ans ou plus.
L’ethnicité était pour 87,9 % européens/Pākehās, 4,5 % Māoris, 7,6 % d’origine asiatique (en) et 4,5 % d’une autre ethnicité.
Les personnes peuvent s’identifier avec plus d’une ethnicité en fonction de l’origine de leurs parents.
Le pourcentage de personnes nées outre-mer était de 22,7 %, comparé avec les 27,1 % au niveau national.
Bien que certaines personnes choisissent de ne pas répondre à la question du recensement concernant leur affiliation religieuse, 42,4 % n’ont aucune religion, 51,5 % sont chrétiens (en) et 1,5 %  ont une autre religion.
Parmi ceux d’au moins 15 ans d’âge, 36 personnes (21,1 %) ont une licence ou un degré supérieur et 36 personnes (21,1 %) n’ont aucune qualification formelle.
Le revenu médian était de 32 600 $, comparé avec les 31 800 $ au niveau national.
30 personnes (17,5 %) gagnent plus de 70 000 $ comparé aux 17,2 % au niveau national.
Le statut d’emploi de ceux d’au moins de 15 ans était pour 87 personnes (50,9 %) était un emploi à plein temps, pour 30 personnes (17,5 %) un temps partiel et 3 personnes (1,8 %) n’ont pas d’emploi.

## Biodiversité de la faune
En 1999, une étude de la biodiversité des invertébrés de l’île fut entreprise, donnant des informations sur leur abondance et leur vivacité.